# Siphonacme aviceps
Siphonacme aviceps är en mångfotingart som först beskrevs av Loomis 1961.  Siphonacme aviceps ingår i släktet Siphonacme och familjen Siphonophoridae. Inga underarter finns listade i Catalogue of Life.